# Japan-Korea Annexatieverdrag
Het Japan-Korea Annexatieverdrag, ook bekend als het Japan-Korea verdrag van 1910, werd op 22 augustus 1910 ondertekend door vertegenwoordigers van het Japanse Keizerrijk en het Keizerrijk Korea. In dit verdrag werd Korea geannexeerd door Japan en het was de laatste fase in een proces van decennia waarin Japan zijn invloed in Korea heeft vergroot.

## Voorgeschiedenis
Op 26 februari 1876 werd het Verdrag van Kanghwa getekend. Hierin werd afgesproken dat drie Koreaanse havens open werden gesteld voor Japanse schepen. Het was een ongelijk verdrag, dat aan Korea werd opgedrongen door Japan. Japan was aanvankelijk de enige die toestemming verkreeg voor de handel met Korea, maar in latere jaren kregen meerdere westerse landen vergelijkbare rechten, al bleef de handel met Japan dominant.
In september 1905 werd het verdrag van Portsmouth getekend, waarmee een einde kwam aan de Russisch-Japanse oorlog. In dit verdrag erkende Rusland dat Korea binnen de invloedssfeer van Japan viel. Dit was slechts een tussenstap en op 17 november 1905 werd Korea een protectoraat van Japan met de ondertekening van het Eulsaverdrag. Korea moest de buitenlandse politieke posten sluiten en het hele buitenlandse beleid kwam in Japanse handen.
De eerste keizer van het Korea Gojong had in het geheim een kleine missie gestuurd naar de Vredesconferentie van Den Haag. Hun taak was te protesteren tegen het beleid van Japan in Korea. Ondanks het feit dat de vertegenwoordigers niet werden gehoord, reageerde Japan furieus. Op 18 juli 1907 werd keizer Gojong gedwongen af te treden en hij werd opgevolgd door zijn zoon Sunjong. Iets meer dan een week later, op 27 juli 1907, werd een nieuw verdrag getekend waarbij Japan nog meer invloed kreeg op de binnenlandse aangelegenheden in het land.

## Annexatieverdrag
Ondanks al deze verdragen wilde Japan nog meer. Met het annexatieverdrag, dat afgesloten werd op 29 augustus 1910, werd de alleenheerschappij door Japan een feit. De tweede en laatste keizer, Sunjong, werd afgezet. De hoogste Japanse bestuurder, een civiele resident-generaal werd vervangen door een militaire gouverneur-generaal. Het annexatieverdrag werd opgesteld en ondertekend door Terauchi Masatake, resident-generaal in Korea voor Japan, en de pro-Japanse eerste minister Ye Wanyong. Keizer Sunjong weigerde het verdrag te ondertekenen.
Het verdrag bevat acht artikelen:
1. De keizer van Korea zal op permanente basis afstand doen van alle soevereiniteitsrechten die hij heeft over Korea als geheel en overdragen aan de keizer van Japan.
2. De keizer van Japan aanvaardt deze afgestane rechten en zal van de annexatie van Korea onder leiding van Japan een feit maken.
3. De Japanse keizer zal ervoor zorgen dat de voormalige keizerlijke familie van Korea hun titels en eer  kunnen behouden.
4. De Japanse keizer zal de leden van het Koreaanse vorstenhuis en zijn erfgenamen op een waardige manier eren en zijn gebruiken in stand houden. Japan zal hiervoor de nodige financiële middelen vrijmaken.
5. De keizer van Japan zal aan Koreaanse edelen een geldsom en een vergelijkbare positie binnen het Japanse systeem toekennen.
6. De Japanse regering zal de gehele regering en administratie van Korea onder haar hoede nemen, en zal de burgers die volgens de gestelde wetten leven volle bescherming bieden, en hiermee de welvaart van deze Koreanen bevorderen.
7. De Japanse regering zal Koreanen die capabel zijn en het nieuwe regime trouw aanvaarden, een positie aanbieden bij de ambtelijke dienst van Japan in Korea.
8. Dit document, goedgekeurd door de Japanse en Koreaanse mogendheden, zal vanaf zijn afkondiging geldig zijn.